# Ritorno a Oz
Ritorno a Oz (Journey Back to Oz) è un film d'animazione prodotto dalla Filmation, seguito del celeberrimo romanzo Il meraviglioso mago di Oz. La storia è liberamente ispirata a Il meraviglioso paese di Oz, secondo libro della serie scritta da L. Frank Baum e dedicata all'immaginario paese di Oz e ai suoi abitanti, sebbene lo scrittore non venga neppure citato nei titoli.

## Trama
(Dorothy)
Dopo essere tornata dal mondo di Oz, Dorothy vive tranquilla con la zia Em, lo zio Henry e un bracciante di nome Amos, anche se le piacerebbe molto tornare a far visita a quello straordinario paese.
Il caso vuole che un altro tornado colpisca ancora la sua abitazione, e in seguito alla perdita di coscienza dovuta al colpo subito da una staccionata mossa dal vento la piccola protagonista si risveglia ancora nel mondo di Oz.
In questo secondo viaggio incontrerà nuovi amici come Jack Testa di Zucca e il valoroso Stallone III (chiamato anche Testa di Legno, essendo un cavallo da giostre), che l'aiuteranno ad affrontare l'esercito di elefanti verdi della perfida strega Mombi.

## Produzione
La produzione del film cominciò nel 1962 a opera di Fred Ladd e Norm Prescott, che assieme a Preston Blair produssero i primi sei minuti del film con uno studio Jugoslavo. Il lavoro terminò per mancanza di fondi e Blair lasciò il progetto. Fu solo nel 1970 che, in seguito alla fondazione della Filmation da parte di Prescott e Lou Scheimer, il film fu finalmente rimesso in produzione, ottenendo il copyright nel 1971. Le canzoni sono di Sammy Cahn e Jimmy Van Heusen. Gli arrangiamenti e la colonna sonora di Walter Scharf.

## Distribuzione
La pellicola uscì al cinema il 14 dicembre 1972 nel Regno Unito e il 5 dicembre 1974 negli Stati Uniti.

### Edizioni home video
Un'edizione speciale in DVD è uscita negli Stati Uniti il 24 ottobre 2006.
Il DVD contiene:
- un commento audio lungo quanto il film,
- interviste ai creatori Lou Scheimer, Hal Sutherland, e Fred Ladd
- una galleria fotografica del dietro le quinte
- gallerie di immagini che includono poster e fotogrammi
- un karaoke
- i siparietti di Bill Cosby usati nella versione televisiva
- i primi storyboard.

In Italia il film è stato edito solo in VHS nel 1993 dalla Avo Film.

## Curiosità
- Il Mago non compare, almeno nella versione cinematografica. Una versione televisiva mostrata nel 1976 conteneva sequenze in live-action con Bill Cosby nel ruolo del Mago.
- La voce originale di Dorothy è di Liza Minnelli figlia di Judy Garland già interprete di Dorothy nel film celeberrimo Il mago di Oz del 1939.
- La voce originale di zia Emma è di Margaret Hamilton interprete della malvagia Strega dell'Ovest nel film Il mago di Oz.